# Parke Godwin (journalist)

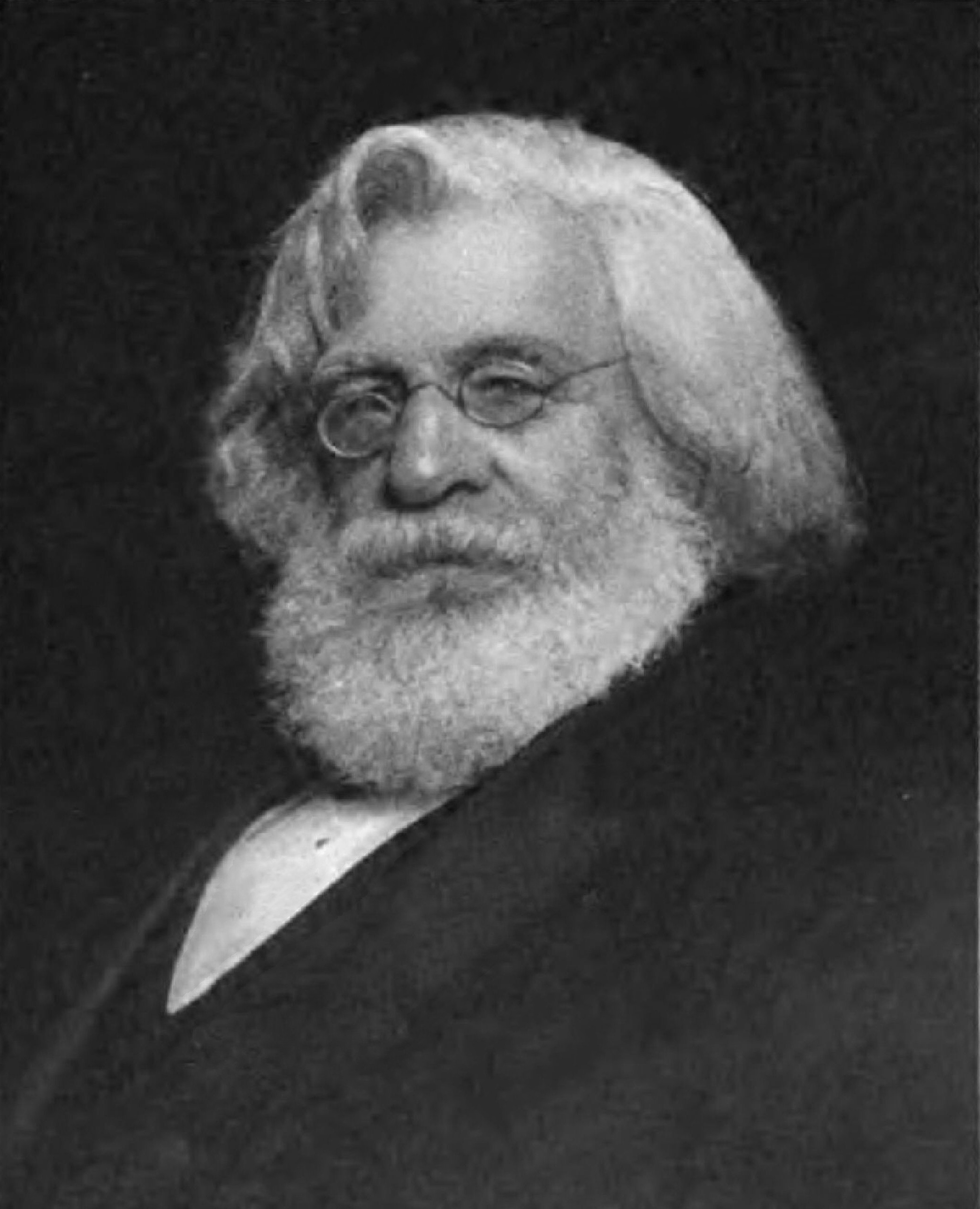
Parke Godwin.

Parke Godwin, född den 28 februari 1816 i Paterson, New Jersey, död den 7 januari 1904 i New York, var en amerikansk journalist och författare.
Godwin var politisk och litterär medarbetare i "Evening Post", "Democratic Review", "Putnam's Monthly" och "The Atlantic". Bland hans arbeten märks Vala, a mythological tale (1851), i vilken skildras händelser i Jenny Linds liv, The history and organisation of labor (1875), en biografi över William Cullen Bryant (2 band, 1883), vars måg han var, med flera.